# Stazione di Bagni di Lucca
Stazione di Bagni di Lucca vasútállomás Olaszországban, Bagni di Lucca településen.

## Vasútvonalak
Az állomást az alábbi vasútvonalak érintik:
- Aulla Lunigiana–Lucca-vasútvonal

## Kapcsolódó állomások
A vasútállomáshoz az alábbi állomások vannak a legközelebb:
- Calavorno railway halt
- Stazione di Borgo a Mozzano